# Archivo Central del Ministerio de Defensa de Rusia
El Archivo Central del Ministerio de Defensa de la Federación de Rusia (en ruso: Центральный архив Министерства обороны Российской Федерации: ЦАМО РФ, romanización TSentral’nyy arkhiv Ministerstva oborony Rossíyskoy Federátsii: TsAMO RF) se encuentra en Podolsk, justo al sur de la ciudad de Moscú.
Como archivo departamental de Rusia, almacena documentos de diferentes oficinas y personal, asociaciones y formaciones, unidades, instituciones y academias militares del Ministerio de Defensa soviético desde 1941 hasta el final de la década de 1980. Se encuentra bajo el mando de los servicios de retaguardia de las Fuerzas Armadas de Rusia y posee datos sobre la historia, cultura y educación militar del Ministerio de Defensa (Rusia).
Fundado en 1936, el archivo se movió a Podolsk, en el óblast de Moscú, alrededor de 1946.
En 1992 una rama del archivo se estableció en Pugachov en el óblast de Sarátov.
Desde 2010, el Jefe del archivo es el Coronel Igor Albertovich Permyakov.

## Historia
El archivo se fundó el 2 de julio de 1936 como el departamento de archivos del Comisariado del Pueblo de Defensa de la Unión Soviética (NKO). En 1941, fue evacuado a la ciudad de Buzuluk en el óblast de Oremburgo. El departamento pasó a llamarse Departamento de Historia y Archivos del NKO en 1943, y en 1944 se convirtió en el Departamento de Archivos de la Administración del Ejército Rojo en el NKO. En 1946, el departamento fue reubicado en Podolsk, ocupando el antiguo sitio de una escuela militar. El 21 de julio de 1947, el departamento se convirtió en el Archivo del Ministerio de las Fuerzas Armadas de la Unión Soviética. El 25 de febrero de 1950, se convirtió en el Archivo del Ministerio Militar de la Unión Soviética, y el 15 de marzo de 1953 en el Archivo del Ministerio de Defensa de la Unión Soviética.
El 15 de noviembre de 1975, el archivo pasó a llamarse Archivo Central del Ministerio de Defensa de la Unión Soviética. Sirvió brevemente como Archivo Central de las Fuerzas Armadas Unificadas de la Comunidad de Estados Independientes desde el 12 de marzo de 1992 hasta convertirse en el Archivo Central del Ministerio de Defensa de Rusia el 10 de junio de 1992.
A finales de marzo de 2008, los medios informaron extraoficialmente que durante la visita al archivo del ministro de Defensa, Anatoli Serdiukov, se decidió cerrar el archivo y transferirlo de territorio para construir un archivo. 
En caso de confirmación de esta información, la probabilidad de que el material se pierda o sea destruido durante la reubicación de los archivos, es lo suficientemente alta.

## Estructura
El archivo contiene unos 90 000 fondos, incluyendo 18 600 000 unidades de almacenamiento. Los fondos de la organización están en conformidad general con los principios de la organización de las Fuerzas Armadas soviéticas: las fundaciones independientes son departamentos de documentos del aparato central del Ministerio de Defensa, oficinas de distritos militares, ejércitos, departamentos, divisiones, unidades y agencias individuales.
La estructura del archivo incluye más de una docena de departamentos, incluidos los siguientes departamentos que almacenan documentos sobre la integración del personal:
- 2.º Departamento: proporciona documentos de adjudicación (instrucciones sobre las hojas de condecoración y condecoraciones)
- 5.º Departamento: contiene los archivos personales de oficiales y generales
- 6.º Departamento: contiene documentos sobre la composición política del Ejército Rojo, incluido un archivo de índice de fichas de bajas y
- 9.º Departamento: incluye un índice de fichas de bajas de suboficiales y otros rangos, así como un índice de fichas de los cautivos y liberados por las tropas soviéticas[4]
- 11º Departamento, segunda sección: contiene cuatro archivos:
  1. una cuenta personal del oficial y el convoy del general
  2. bajas de oficiales y el convoy del general
  3. generales de guerra y oficiales que murieron en cautiverio
  4. órdenes otorgadas y medallas para todo el personal del Ejército Rojo (incluyendo soldados y sargentos)

El edificio principal alberga una biblioteca de referencia científica donde uno puede familiarizarse con la literatura sobre el período de la Segunda Guerra Mundial, incluyendo manuales sobre unidades militares y formaciones.

### Información general
- ЦАМО РФ на сайте Министерства обороны Российской Федерации
- ЦАМО РФ на сайте «Архивы России»
- Тема «ЦАМО» на форуме сайта Всероссийское генеалогическое древо
- Лариса Романовская. В списках не значится. Запросы от населения в ЦАМО РФ рассматриваются больше года // «Культура» N.º 17 (7476), май 2005 г.
- Виктория Чуткова. Не до ордена: Юбилей отшумел, награды, как и прежде, остались ждать своих героев // «Новая газета», 27.06.2005

### Pautas para buscar en el archivo
- Первый раз в ЦАМО. Советы новичку
- Поисковые архивные исследовани(методичка)
- Тема «Что, где и как ищем в ЦАМО РФ?» на форуме сайта Всероссийское генеалогическое древо
- Тема «Как попасть в ЦАМО» на форуме сайта Всероссийское генеалогическое древо
- Тема «Без вести пропавший и ЦАМО» на форуме сайта Всероссийское генеалогическое древо
- Тема «Помощь в ЦАМО г. Подольск» на форуме сайта Всероссийское генеалогическое древо
- Тема «Могу поискать в ЦАМО» на форуме сайта Всероссийское генеалогическое древо
- Тема «Пофамильный поиск в архиве погибших и пропавших без вести (с ксерокопиями документов)»

### Dificultades para acceder a los documentos en el archivo
- Георгий Рамазашвили. Центральный архив Министерства обороны Российской Федерации: проблема доступа к документам // «Отечественные архивы». 2004. N.º 2.
- Георгий Рамазашвили. Портянка с грифом «секретно» // «Совершенно секретно». 2004. N.º 5 (180).
- Георгий Рамазашвили. Есть такая профессия — историю зачищать: ЦАМО РФ в преддверии 60-летия Победы // «Неприкосновенный запас». 2005. № 2@–3 (40@–41).
- Георгий Рамазашвили. Раскопать архив Минюстом // «Московские Новости». 2005. N.º 07.
- Георгий Рамазашвили. Секреты-шмекреты и Куликовская битва // «Новое литературное обозрение». 2005. N.º 74.
- Георгий Рамазашвили. Искусство секретить портянки // «Индекс/Досье на цензуру». 2003. N.º 19.
- Георгий Рамазашвили Войны за просвещение — доступ к истории в наших руках // «Индекс/Досье на цензуру». 2007. N.º 26.
- Денис Бабиченко. Тайное общество: Приказ министра обороны о рассекречивании архивов Великой Отечественной войны так и не сделал тайное явным // «Итоги». 2007. N.º 29.
- Борис Соколов. Предъявите документы!
- Тема «Исследования в ЦАМО» на форуме сайта Всероссийское генеалогическое древо

- Datos: Q307807
- Multimedia: Central Archive of the Russian Ministry of Defence / Q307807